# Centreville (Illinois)
Centreville es una ciudad ubicada en el condado de St. Clair en el estado estadounidense de Illinois. En el Censo de 2010 tenía una población de 5309 habitantes y una densidad poblacional de 477,59 personas por km².

## Geografía
Centreville se encuentra ubicada en las coordenadas 38°34′9″N 90°7′20″O / 38.56917, -90.12222. Según la Oficina del Censo de los Estados Unidos, Centreville tiene una superficie total de 11.12 km², de la cual 10.97 km² corresponden a tierra firme y (1.33%) 0.15 km² es agua.

## Demografía
Según el censo de 2010, había 5309 personas residiendo en Centreville. La densidad de población era de 477,59 hab./km². De los 5309 habitantes, Centreville estaba compuesto por el 1.85% blancos, el 96.63% eran afroamericanos, el 0.26% eran amerindios, el 0.17% eran asiáticos, el 0% eran isleños del Pacífico, el 0.09% eran de otras razas y el 1% pertenecían a dos o más razas. Del total de la población el 0.45% eran hispanos o latinos de cualquier raza.